# Chiquet Mawet

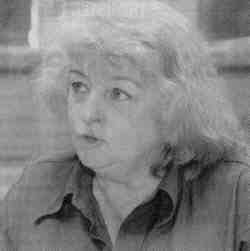
Chiquet Mawet dans les années 1990.

Chiquet Mawet, née Michelle Beaujean le 23 janvier 1937 à Verviers et morte le 4 juillet 2000 à Liège, est une dramaturge, conteuse, poétesse, militante sociale et professeur de morale.

## Une trajectoire
Celle d'une génération, entre Stalingrad 1942 et Mai-68. À 20 ans, elle est fascinée par l'espoir d'un socialisme autogestionnaire (Titisme) en Yougoslavie. À 30 ans, elle est l'une des pionnières du mouvement antinucléaire en Belgique. À 50 ans, elle flirte avec les anarchistes.

## Femme d'écriture

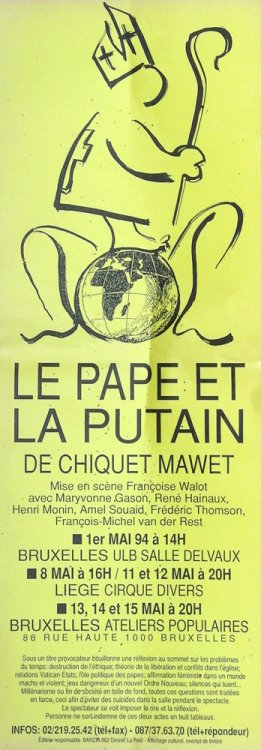
Affiche pour Le Pape et la putain.

Dramaturge, en plus de ses textes et articles, Chiquet Mawet est l'auteur de nombreuses pièces de théâtre dont La Pomme des hommes, Le prince-serpent, Le Pape et la putain, Caïus et Umbrella, Nuinottenakt, etc. (à compléter)
- 1990 : Piratons Perrault. Récupération drôle et incisive des illustres Contes de ma mère l'Oye de Charles Perrault. L'ogre, Barbe-Bleue, Cendrillon, Blanche-Neige, Le Petit Poucet, Le Chat botté... tous ces personnages sont restés vivaces dans la mémoire de tout un chacun. Chiquet Mawet s'est ingéniée à redistribuer à l'époque de l'atome les rôles conçus trois siècles plus tôt par le célèbre écrivain français. Et, réactualisés de la sorte, ces personnages peuvent révéler d'inimaginables et scandaleux secrets[8].
- 1994 : Le Pape et la putain. Argument : Dieu envoie le pape Jules, assisté de son secrétaire François, auprès d'une nouvelle Marie, mieux adaptée à notre vallée de larmes. Maria, mère de famille moscovite se prostituant occasionnellement, est la victime de cette annonciation moderne qui aura lieu au moment où toutes les orientations sociales et politiques qui se mettent actuellement en place dans le monde convergeront vers le chaos final. [9].  Il existe une première version de ce texte intitulée Maria ou Le pape et la putain.

En 1989, elle est membre fondatrice de l'association Silence, les Dunes ! qui rassemble une dizaine d’artistes de la région verviétoise.

## Femme d'action
Le 19 juin 1975, lors d'une conférence de presse, à Bruxelles, annonçant la création d’un Front commun anti-nucléaire (FAAN), Michèle Beaujean représente l’APRI (Association pour la Protection contre les Rayonnements Ionisants).
Le 12 mars 1976, à Namur, lors de l'assemblée générale constitutive des Amis de la Terre (section belge), elle est élue membre du conseil d’administration de la nouvelle association.
Militante radicale du  mouvement anti-nucléaire, elle coordonne les départs de Belgique pour la manifestation du 31 juillet 1977 contre Superphénix à Creys-Malville : un manifestant meurt à la suite des affrontements violents avec les forces de l'ordre.
Elle prend ensuite ses distances avec l'écologie politique qu'elle perçoit comme une récupération politicienne des "cadres" du mouvement social anti-nucléaire.
À la fin des années 1990, elle contribue à la création du Collectif Chômeur, Pas Chien ! dans la région liégeoise.

### Le CollectifChômeur, Pas Chien!

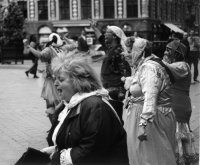
Lors d'une action de Chômeur, Pas Chien !.

Naissance d'une révolte, affirmation d'une résistance. Je suis chômeur / Je ne l'ai pas cherche / et personne n'a le droit / de me traiter / comme un chien. / J'ai ma dignité / d’être humain / et le droit de vivre / et faire vivre / ma famille décemment. / Je veux mener librement / ma vie sociale, / culturelle, / et amoureuse / comme les autres, / sans être pisté par / des inspecteurs acharnes. / Je refuse la fatalité. / Ça doit changer. Tel est le texte de l'appel lancé par Chômeur, pas chien !
Composé de chômeurs et d'associations diverses, le Collectif se propose « de mettre en œuvre des actions concrètes pour dénoncer les pratiques discriminatoires » qu'installe la nouvelle réglementation (des années 1990) à l'encontre des sans-emploi. Pour le Collectif, privé d'emploi, l'individu est chassé de l'espace démocratique et se voit confiné dans un statut de sous-citoyen,.
Les revendications de Chômeur, pas chien ! ne sont pas préétablies en fonction d'un programme politique, elles émergent du vécu des citoyens sans-emploi et d'une réflexion collective que l'association désire étendre à l'ensemble du corps social, travailleurs et chômeurs confondus. Chômeur, pas chien ! refuse la pénalisation matérielle et morale, liée au critère de l'emploi. Chaque personne, travailleur, ou non, a droit à des moyens d'existence conformes à la dignité humaine. Pour le Collectif, les richesses ne sont plus tant le fruit du travail humain que celui des technologies modernes, de l'automatisation et des jeux financiers qu'elles permettent, amenant ainsi un nombre croissant de gens à ne plus avoir de place dans le système de production ou même dans les services.
En 1998, Chiquet Mawet rend bien compte de l'esprit anti-politique de cette période : « Sauf autisme idéologique, on peut comprendre les motivations de ceux qui s'acharnent à constituer une force d'opposition politique (…) Difficile cependant de ne pas constater qu'à partir du moment où des individus se regroupent au sein d'une organisation visant le pouvoir - même un tout petit morceau -, ils cessent d'être en phase avec ceux qu'ils prétendent représenter et immanquablement finissent par les instrumentaliser : dans leur tête, électeurs, militants de base, syndiqués se réduisent rapidement au combustible de leur course ».
En 1999, un film documentaire est tourné sur l'expérience du Collectif.

## Femme d'engagements
- Alternative libertaire : dans les années 1990, chroniqueuse et polémiste, elle collabore régulièrement au mensuel Alternative libertaire. Elle y publie des dizaines de textes[18].
- En 1997, elle évoque son  parcours atypique dans l'ouvrage collectif Le Hasard et la nécessité : comment je suis devenu libertaire[19].

## Disparition
Après une longue maladie, à 62 ans, elle met fin à ses jours le 4 juillet 2000.

## Œuvres théâtrales
- La véritable histoire de Juliette et Roméo, création au Petit Théâtre de l'Opéra de Wallonie, à Liège, au printemps 1988. Archives et musée de la littérature, Communauté française de Belgique[21].
- Piratons Perrault ! ou L'horrible fin du sapiens : sortie sur le parvis du XXIe siècle, création en février 1990 au Grand Théâtre de Verviers. Archives et musée de la littérature, Communauté française de Belgique[22].
- Caius et Umbrella, 1990. Archives et musée de la littérature, Communauté française de Belgique[23], La Bellone Maison du Spectacle[24].
- La pomme des hommes, 1991. Archives et musée de la littérature, Communauté française de Belgique[25], La Bellone Maison du Spectacle[26].
- La reine des gorilles, 1991. Archives et musée de la littérature, Communauté française de Belgique[27].
- Le Pape et la putain, 1994. Archives et musée de la littérature, Communauté française de Belgique[28], La Bellone Maison du Spectacle[29].
- Le prince-serpent, 1994. Archives et musée de la littérature, Communauté française de Belgique[30], Annuaire du spectacle[31], Compagnie Mezza Luna[32], Annuaire du spectacle de la Communauté française de Belgique 2000-2001[33].
- Nuinottenakt, 1995. Archives et musée de la littérature, Communauté française de Belgique[34].

## Contributions à des ouvrages collectifs

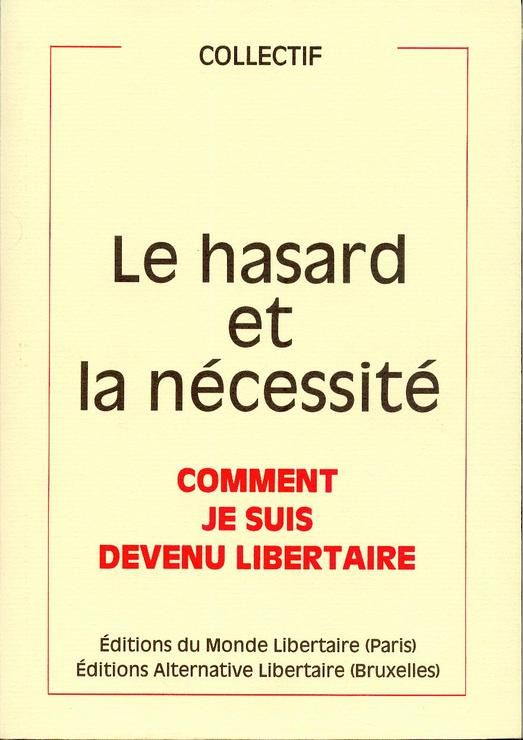
Le Hasard et la nécessité : comment je suis devenu libertaire (1997).

- Neptune et Jéhovah étaient sur un bateau, La Reid, Éditions Textra, 1987[35].
- Joutes internationales, Trois-Rivières, Québec, Press-Papier, 1991[36].
- Profession de foi, Trois-Rivières [Québec], Atelier Presse-Papier, 1996[37].
- Régis Balry, Liaison Antiprohibitionniste (Bruxelles), Dossier drogues, Éditions Alternative libertaire (Bruxelles) & Le Monde Libertaire (Paris), 1996[38].
- Le Hasard et la nécessité : comment je suis devenu libertaire, Éditions Alternative libertaire (Bruxelles) & Le Monde libertaire (Paris), 1997[19].
- La Soupière : comme un cheveu sur ou dans la soupe (c'est selon), Trois-Rivières, Québec, 1998 [39].
- Solo, La Reid, Éditions Textra, 1998[40].
- Nature morte, morte nature, Trois-Rivières, Québec, Atelier Press-Papier, 1999[41],[42],[43].

## Publications
- Médiathèque des territoires de la mémoire, Chiquet Mawet, notice en ligne.
- Réflexions sur le théâtre : lettre à l'acteur inconnu, Alternative libertaire, lire en ligne.
- Chômeur, pas chien ! Résister, s'organiser !, Alternative libertaire, lire en ligne.
- Nature humaine : à gauche toute ! Sur la nature de l'homme qui serait d'obéir, Médiathèque des territoires de la mémoire, lire en ligne.
- Correspondance, Centre de recherche et de documentation littéraires et théâtrales de la Fédération Wallonie-Bruxelles, lire en ligne.

### Travaux universitaires
- Nancy Delhalle[44], Le répertoire des auteurs dramatiques contemporains : théâtre belge de langue française, Alternatives théâtrales no 55 (coédition, Société des auteurs et compositeurs dramatiques (SACD), Promotion des lettres, Archives et musée de la littérature, Communauté française de Belgique), 1997, p. 139-140, 218[45].
- Nancy Delhalle, Des auteurs dans les ruines. Parcours arbitraire, Alternatives théâtrales no 56, Bruxelles, 1997, p. 36-39.